# Polskie Towarzystwo Psychologiczne
Polskie Towarzystwo Psychologiczne (PTP) – ogólnopolska organizacja zrzeszająca psychologów, działająca na rzecz rozwoju psychologii jako nauki i praktyki zawodowej. Założone jako lokalne towarzystwo na prawie obowiązującym w zaborze rosyjskim w 1907 w Warszawie. Jego pierwszym przewodniczącym był Edward Abramowski.
Wczesna historia PTP jest powiązana z historią Polskiego Towarzystwa Filozoficznego.

## Historia
Początki Polskiego Towarzystwa Psychologicznego sięgają roku 1907, w którym w Warszawie utworzono stowarzyszenie o tej samej nazwie. Organizacja ta nie miała charakteru ogólnopolskiego i nie posiadała oddziałów poza Warszawą. W okresie międzywojennym Towarzystwo ulegało różnym przekształceniom, by w 1927 roku ponownie przyjąć nazwę Polskie Towarzystwo Psychologiczne. II wojna światowa przerwała jego działalność.
Po trwających trzy lata przygotowaniach, Towarzystwo zostało reaktywowane, a 21 lipca 1948 roku wpisane do rejestru towarzystw naukowych działających na terenie Polski.

## Cele i działalność
Celem Towarzystwa jest wspieranie rozwoju psychologii jako nauki i praktyki, propagowanie wiedzy psychologicznej, upowszechnianie etyki zawodowej oraz dbałość o wysokie standardy kształcenia i pracy psychologów.
PTP działa poprzez swoje oddziały terenowe, sekcje tematyczne oraz komisje. Organizuje konferencje, szkolenia, wydaje publikacje naukowe i opiniuje projekty aktów prawnych dotyczących zawodu psychologa. Towarzystwo przyznaje także certyfikaty psychoterapeuty oraz superwizora psychoterapii zgodnie z ustalonymi standardami szkoleniowymi. Jest członkiem Europejskiej Federacji Towarzystw Psychologicznych (EFPA). Siedziba główna znajduje się w Warszawie.

## Przewodniczący
- Stefan Błachowski (1948–1962)
- Mieczysław Kreutz (1962)
- Andrzej Lewicki (1963–1964)
- Tadeusz Tomaszewski (1965–1970)
- Włodzimierz Szewczuk (1971–1973)
- Maria Żebrowska (1974–1978)
- Ida Kurcz (1978)
- Janusz Reykowski (1979–1982)
- Jerzy Mellibruda (1983–1991)
- Małgorzata Toeplitz-Winiewska (1992–2006)
- Adam Niemczyński (2007–2009)
- Małgorzata Toeplitz-Winiewska (2010–2018)
- Krystyna Teresa Panas (2019–2022)
- Katarzyna Orlak (2022–2024)
- Jadwiga Łuczak-Wawrzyniak (od 2024)

## Kontrowersje
Dodatkowo kontrowersje budziła niejednoznaczna rola PTP w debacie nad ustawą o zawodzie psychologa w 2000 r. Część środowiska uznawała, że Towarzystwo zbyt słabo reprezentowało interesy psychologów w dialogu z władzami państwowymi, a jego stanowiska nie zawsze były szeroko konsultowane z praktykami. 
W tle tych kontrowersji toczyły się również spory o reprezentatywność PTP jako organizacji branżowej – część psychologów decydowała się na działalność w innych stowarzyszeniach. 

## Publikacje
Polskie Towarzystwo Psychologiczne publikuje szereg wydawnictw naukowych, w tym:
- "Przegląd Psychologiczny" – czasopismo naukowe poświęcone psychologii,
- podręczniki, monografie i inne publikacje związane z psychologią i psychoterapią,
- raporty i dokumenty dotyczące zawodu psychologa i psychoterapeuty w Polsce.

## Oddziały Terenowe
PTP posiada oddziały terenowe w różnych miastach Polski, w tym w:
- Warszawie,
- Krakowie,
- Wrocławiu,
- Gdańsku,
- Poznaniu,
- Łodzi.

## Współpraca międzynarodowa
PTP jest członkiem międzynarodowych organizacji takich jak:
- Europejska Federacja Towarzystw Psychologicznych,
- Międzynarodowa Federacja Psychologów,
- inne organizacje związane z rozwojem psychologii i psychoterapii na świecie.